# Chen Chun
Chen Chun —陳淳 en xinès tradicional i simplificat; Chén Chún en pinyin— (Suzhou, 1483 -1544) fou un pintor paisatgista xinès de la dinastia Ming, també fou un conegut cal·lígraf i escriptor. La seva família era benestant i de funcionaris erudits. Amb Wen Zhengming va aprendre cal·ligrafia. Més endavant va adoptar el mètode utilitzat pels lletrats de la dinastia Song i el seu nom va lligat a l'escola Wu. Especialitzat en la pintura del gènere de flors i ocells. Les seves obres mostren un destacat refinament i delicadesa.